# Helen Thayer
Helen Thayer, née Nicholson le 12 novembre 1937 à Whangarei, est une exploratrice néo-zélandaise.
Elle est la première femme à avoir atteint sans assistance le pôle Nord magnétique en skis et en traineau (1989).

## Biographie
Avec son chien, un husky nommé Charlie, elle gagne le pôle Nord en solitaire lors d'un périple de 425 km effectué en 34 jours.
Elle a aussi effectué des expéditions, entre autres,  en Amazonie et dans le Sahara.

## Publications
- Polar Dream, 1993 (en français : Plein Nord: à la conquête du Pôle, seule avec mon chien, Belfond, 1993)
- Walking the Gobi, 2009